# Dan – Mitten im Leben!
Dan – Mitten im Leben! (Dan in Real Life) ist eine US-amerikanische Filmkomödie aus dem Jahr 2007. Regie führte Peter Hedges, der gemeinsam mit Pierce Gardner das Drehbuch schrieb.

## Handlung
Dan ist Witwer und alleinerziehender Vater, der seinen Lebensunterhalt von zu Hause aus als Autor einer Kolumne verdient. Als der jährliche Besuch bei seinen Eltern ansteht, fährt er mit seinen drei Töchtern Jane, Cara und Lilly nach Rhode Island. Schon der Weg dorthin ist schwierig, da die 17-jährige Jane ihren Vater die ganze Zeit nervt, dass sie fahren möchte, da sie ja einen Führerschein hat. Auch Cara ist nicht sonderlich begeistert, als ihr Vater sie aus einem Café abholt und sie somit von ihrem Freund trennt. Dan fährt sie mit ihren anderen beiden Schwestern zu ihren Großeltern, wo sie in der Dämmerung ankommen. Am Morgen des nächsten Tages schlägt Dans Mutter vor, dass er doch eine Zeitung holen solle, worüber er nicht erfreut ist. Sie drängt ihren Sohn jedoch, sodass er widerwillig fährt.
Nachdem Dan einen Buchladen gefunden hat, schaut er sich zuerst nach Büchern um. Dabei fällt ihm eine Frau auf, die am Verkaufstresen auf den telefonierenden Verkäufer wartet. Sie sieht Dan, hält ihn für einen Angestellten und fragt ihn nach Büchern aus. Dabei weiß sie gar nicht, was für ein Buch sie sucht. Während sie so dahin erzählt, was ihr gefallen würde, greift Dan nach einigen Büchern, die er gerade erreichen kann. Am Ende erfährt sie, dass Dan nicht in dem Buchladen arbeitet und auch, dass er nur wahllos Bücher gegriffen hat. Das fasziniert sie dermaßen, dass sie ihn auf einen Kaffee einlädt und sich mit ihm unterhält.
Als sie meint, dass sie endlich los müsse, fasst Dan sich ein Herz und fragt sie nach ihrer Telefonnummer. Kurz darauf macht auch Dan sich auf den Weg zum Haus seiner Eltern. Mitch, seinem jüngeren Bruder, erzählt er von der Frau aus dem Buchladen. Kurz darauf bittet Mitch seine Freundin, sich die Geschichte anzuhören und vor Dan steht die Frau aus dem Buchladen – Marie. Sie und Dan vereinbaren, über ihr Treffen im Buchladen niemandem etwas zu erzählen. Am nächsten Morgen steht Morgensport auf dem Tagesplan. Mitch, ein Gymnastiklehrer, beginnt das Programm, lässt jedoch bald darauf Marie weitermachen, hinter der Dan steht. Dieser wird von ihren Bewegungen sichtlich aus dem Konzept gebracht.
Dans Mutter redet auf ihn ein, dass er nach vier Jahren wieder einmal ein Rendezvous braucht, und lädt eine alte Schulkameradin von Dan ein. Mitch bietet Dan seine Unterstützung an, indem er ihn mit Marie zu dem Treffen begleitet. Es stellt sich heraus, dass sich Dans alte Schulkameradin, Ruthie, vom hässlichen Entlein zu einer gut-verdienenden Ärztin entwickelt hat. Am nächsten Morgen stellt Marie Dan zur Rede, weshalb er mit seiner alten Schulkameradin flirte, wenn er doch offensichtlich für sie, Marie, Gefühle hat.
Abends muss jeder in der Familie eine Darbietung zum Besten geben, wovon nur Dan ausgenommen ist. Jedoch bittet Mitch ihn, ihn beim Singen mit der Gitarre zu begleiten. Dan sagt zu und spielt das erste Mal seit dem Tod seiner Frau vor vier Jahren wieder auf einer Gitarre. Als Mitch das Lied beendet hat, fügt Dan noch eine Strophe zum Song Let My Love Open The Door von Pete Townshend hinzu.
Am nächsten Morgen macht Marie mit Mitch Schluss und zwei Stunden später trifft Dan sich mit ihr auf einer Bowlingbahn. Als sie anfangen, sich zu küssen, platzt Dans Familie rein. Mitch schlägt seinen Bruder und geht. Als Dan versucht, Marie hinterherzufahren, rammt er eine Polizeistreife beim Ausparken, die ihn vorher schon wegen Nicht-Haltens an einem Stoppschild angehalten hatte. Daraufhin wird sein Führerschein eingezogen.
Tags darauf findet Dan Marie in einem Fitnessstudio in New York City. Im Abspann erfährt man, dass Dan und Marie auf dem Grundstück von Dans Eltern heiraten und Mitch mit Dans alter Schulkameradin zusammen ist.

## Soundtrack
| Nr. | Titel                             | Interpret                                |
| --- | --------------------------------- | ---------------------------------------- |
| 1.  | Family Theme Waltz                | Sondre Lerche                            |
| 2.  | To Be Surprised                   | Sondre Lerche                            |
| 3.  | I’ll Be OK                        | Sondre Lerche                            |
| 4.  | Dan and Marie Picking Hum         | Sondre Lerche                            |
| 5.  | My Hands Are Shaking              | Sondre Lerche                            |
| 6.  | Dan In Real Life                  | Sondre Lerche                            |
| 7.  | Hell No                           | Sondre Lerche and Regina Spektor         |
| 8.  | Family Theme                      | Sondre Lerche                            |
| 9.  | Fever                             | A Fine Frenzy                            |
| 10. | Airport Taxi Reception            | Sondre Lerche and The Faces Down         |
| 11. | Dan and Marie Melody              | Sondre Lerche                            |
| 12. | Human Hands                       | Sondre Lerche and The Faces Down Quartet |
| 13. | I’ll Be OK (Instrumental Reprise) | Sondre Lerche                            |
| 14. | Let My Love Open The Door         | Sondre Lerche                            |
| 15. | Dan and Marie Finale Theme        | Sondre Lerche                            |
| 16. | Modern Nature                     | Sondre Lerche and Lillian Samdal         |

## Kritiken
Kirk Honeycutt schrieb in der Zeitschrift The Hollywood Reporter vom 22. Oktober 2007, der Film sei zwar keine perfekte Komödie, aber er sei amüsant, clever aufgebaut und gut ausgeführt. Der dritte Teil sei eine Enttäuschung und wirke nicht überzeugend.
Kevin Lally schrieb im Film Journal International, Steve Carell habe mit der finanziell erfolglosen Komödie Evan Allmächtig einen großen Rückschlag erlebt, doch er könne mit diesem Film die Gunst des Publikums zurückgewinnen. Der Film sei ein „ruhiger, aber wahrer Genuss“. Die Chemie zwischen Steve Carell und Juliette Binoche fehle, was jedoch mit deren Intelligenz ausgeglichen werden würde. Die Darstellungen von Dianne Wiest und John Mahoney seien „solide“; das Spiel von Alison Pill, Brittany Robertson und Marlene Lawston sei „schwungvoll“.
Das Lexikon des internationalen Films schrieb: „Die abgründige Komödie hinterfragt pointiert das Idealbild einer intakten Familie. Zwar wird die Handlung durch den Hang zur Harmonie verwässert, dennoch nimmt der Film durch einfühlsame Charakterstudien und den überzeugenden Hauptdarsteller für sich ein.“
Die Deutsche Film- und Medienbewertung in Wiesbaden verlieh dem Film das Prädikat „wertvoll“.

## Hintergründe
Der Film wurde in New York City und in Rhode Island gedreht. Seine Produktionskosten betrugen schätzungsweise 25 Millionen US-Dollar. Der Film startete in den Kinos der USA am 26. Oktober 2007 und spielte dort bis zum 13. Januar 2008 ca. 47,6 Millionen US-Dollar ein. Der deutsche Kinostart war am 20. März 2008.